# Mont Niénokoué
Le mont Niénokoué est un inselberg situé dans le parc national de Taï, dans le district du Bas-Sassandra, dans le Sud-Ouest de la Côte d'Ivoire. Son sommet est à 396 mètres d'altitude et à 216 mètres au-dessus du terrain environnant. La circonférence de sa base est d'environ 40 kilomètres.
La température moyenne est de 21 °C. Le mois le plus chaud est février, avec 23 °C, et le plus froid est août, avec 17 °C. Les précipitations moyennes sont de 1 979 millimètres par an. Le mois le plus humide est juin, avec une moyenne de 307 millimètres de pluie, et le mois le plus sec est janvier, avec 37 millimètres.

## Légende
Selon Oupayou Gnaoué, le chef du peuple Trépo, leur village se trouvait à l'origine sur le site du mont Niénokoué. Un jour, l'inselberg, tombé du ciel sur le village, emprisonna les habitants sous lui. Depuis lors, chaque génération accomplit une cérémonie implorant les ancêtres de bénir la population avec bonheur et succès[réf. nécessaire].